# 萬里庄
萬里庄為臺灣日治時期1920年10月至1945年10月間存在之行政區，轄屬臺北州基隆郡。今新北市萬里區。

## 行政區劃
萬里庄在清治時期及日治時期初期屬金包里堡的庄，在1896年3月隸屬「臺北縣基隆支廳」，在1897年7月1日隸屬「金包里辨務署」。1899年7月21日，金包里辨務署被併入「基隆辨務署」。1901年11月11日，臺灣的行政區劃改為二十廳，萬里地區隸屬「基隆廳金包里支廳」。1903年11月1日，基隆廳實施街庄整併，萬里地區被整併為以下3個庄，並劃入第4、7區。
- 金包里堡：頂萬里加投庄、中萬里加投庄、下萬里加投庄[3]

1905年7月1日，萬里地區改劃分為金包里區、瑪鋉區。1909年10月25日，基隆廳被併入臺北廳，萬里地區隸屬「臺北廳金包里支廳」。1920年10月1日，原堡里之行政區廢除，街庄改為大字；前述3庄合併為臺北州基隆郡「萬里庄」，轄域內分為頂萬里加投、中萬里加投、下萬里加投等3個大字。
- 頂萬里加投大字下有「鹿堀坪」、「大尖山」、「冷水堀」、「溪底」、「苦苓坪」、「土地公坑」、「大坪崙子」、「烏塗炭」、「崁脚」小字名
- 中萬里加投大字下有「荖寮湖」、「大坪」、「大湖」、「湳子」、「粗坑子」、「二坪」、「蔴斯廩」、「瑪鋉港內」、「中幅子」、「瑪鋉港口」、「龜吼」、「野柳」小字名
- 下萬里加投大字下有「清水溪」、「員潭子」、「國聖埔」、「七甲尾」、「八斗子」、「八斗坑內」、「頂寮」、「下寮」、「萬里加投」、「磺溪子」、「焿子坪頂」、「公館崙」、「芎蕉坪」、「尫子上天」、「坑頭」小字名[3]

二戰後，萬里庄在1946年1月16日改為臺北縣基隆區萬里鄉。1950年8月，縣轄區廢止，萬里鄉直接隸屬臺北縣。
| 原街庄 | 1903年 | 1905年   | 1905年       | 1920年-1945年 | 1920年-1945年 | 1946年 |
| 原街庄 | 區     | 區       | 街庄         | 街庄          | 大字          | 鄉鎮   |
| --- | ------ | -------- | ------------ | ------------- | ------------- | ------ |
| 鹿堀坪庄、溪底庄、土地公坑庄、大坪崙仔庄、崁腳庄                                                               | 第7區  | 瑪鋉區   | 頂萬里加投庄 | 萬里庄        | 頂萬里加投    | 萬里鄉 |
| 大坪庄、粗坑庄、二坪庄、瑪鋉港內庄、瑪鋉港口庄、龜吼庄、野柳庄                                                 | 第7區  | 瑪鋉區   | 中萬里加投庄 | 萬里庄        | 中萬里加投    | 萬里鄉 |
| 員潭仔庄、八斗庄、萬里加投庄、磺溪仔庄磺溪仔、磺溪仔庄磺溪底、焿仔坪庄、公館崙庄公館崙、尪仔上天庄、二坪庄坑頭 | 第4區  | 金包里區 | 下萬里加投庄 | 萬里庄        | 下萬里加投    | 萬里鄉 |

## 庄長
- 呂允生：1920年至1924年（原任瑪鋉區長）
- 黃棟卿：1925年至1935年（曾任基隆廳第四區長）
- 陳明：1936年至1945年（曾任第一屆萬里庄協議會員、萬里信用購買販賣組合長，1941年改名為大川明）[5]

## 萬里庄協議會員

### 第一屆
- 民選：林有明、李蒼菘、郭王、陳明、蔡秉繼
- 官選：蔡南懷、李蒼苔、黃振興、蕭徹志、林石枝

## 人口
| 大字別     | 內地人 | 台灣人 | 中華民國人 | 小計(人) |
| ---------- | ------ | ------ | ---------- | -------- |
| 頂萬里加投 | 15     | 2,127  | 4          | 2,146    |
| 中萬里加投 | 26     | 5,410  | 5          | 5,441    |
| 下萬里加投 | 0      | 2,973  | 1          | 2,974    |
| 小計       | 41     | 10,510 | 10         | 10,561   |

## 設施
- 萬里庄役場
- 萬里公學校→萬里國民學校（今萬里國小）
- 萬里國民學校萬里西分教場（今大鵬國小）
- 大坪公學校→大坪國民學校（今大坪國小）

## 名所舊跡
- 國聖埔
- 野柳岬